# Puy de Crouel
Le puy de Crouel (ou Crouël) est un sommet du Massif central en France. Il est situé sur la commune de Clermont-Ferrand, en périphérie de la ville.

## Géographie

### Situation
Ce sommet se situe dans le périmètre urbain de Clermont-Ferrand. Il est bordé à l'est par l'autoroute A75. Il culmine à 427 mètres d'altitude.

### Géologie
Âgé de 15 à 20 millions d’années, le puy de Crouel est constitué par les restes d’une cheminée volcanique dégagée par l'érosion (neck). On peut distinguer plusieurs types de roches :
- du calcaire bitumineux ;
- des pépérites ;
- des lussatites.

Le puy de Crouel eut son heure de gloire à l'époque de la querelle entre neptunistes et plutonistes. La présence de bitume mêlé aux fragments de roches volcaniques a fourni alors un argument en faveur de l'origine ignée du pétrole. On sait maintenant que son origine est biologique et sédimentaire, et que sa présence ici est due à la rencontre de petites poches de pétrole par le mélange d'eau et de magma au cours de sa remontée vers la surface pour former un diatrème.

## Histoire

### Antiquité
Des tombes et sépultures de l'âge du bronze ont été retrouvées en bas du puy de Crouel.

### Moyen Âge
Le puy de Crouel est mentionné dans les textes au moins depuis le XIIe siècle avec des mentions en ancien occitan.

### Période moderne
Des vestiges d'un ancien[précision nécessaire] site militaire sont présents. Une stèle a été érigée au sommet en mémoire du sergent Marcel Truc, décédé le 9 juillet 1939, heurté à la tête par un avion sur l'aérodrome d'Aulnat situé en contrebas du puy de Crouel.